# Hibernian Football Club 2023-2024
Questa voce raccoglie le informazioni riguardanti l'Hibernian Football Club nelle competizioni ufficiali della stagione 2023-2024.

## Stagione
- In Scottish Premiership l'Hibernian si classifica all'8º posto (46 punti), dietro all'Aberdeen e davanti al Motherwell.
- In Scottish Cup viene eliminato ai quarti di finale dai Rangers (0-2).
- In Scottish League Cup viene eliminato in semifinale dall'Aberdeen (0-1).
- In Conference League, dopo aver eliminato gli andorrani dell'Inter Escaldes (7-3 complessivo) e gli svizzeri del Lucerna (5-3 complessivo), vengono eliminati ai play-off qualificazione dagli inglesi dell'Aston Villa (0-8 complessivo).

## Maglie e sponsor
Il fornitore tecnico per la stagione 2022-2023 è Joma, mentre lo sponsor ufficiale è Bevvy.com.
| Casa | Trasferta | Terza divisa |

## Rosa
| N. |                        | Ruolo | Calciatore       |
| -- | ---------------------- | ----- | ---------------- |
| 1  | Scozia (bandiera)      | P     | David Marshall   |
| 2  | Australia (bandiera)   | D     | Lewis Miller     |
| 4  | Scozia (bandiera)      | D     | Paul Hanlon      |
| 5  | Inghilterra (bandiera) | D     | Will Fish        |
| 6  | Galles (bandiera)      | C     | Dylan Levitt     |
| 7  | Francia (bandiera)     | A     | Élie Youan       |
| 8  | Irlanda (bandiera)     | C     | Jake Doyle-Hayes |
| 9  | Paesi Bassi (bandiera) | A     | Dylan Vente      |
| 10 | Australia (bandiera)   | A     | Martin Boyle     |
| 11 | Inghilterra (bandiera) | C     | Joe Newell       |
| 12 | Scozia (bandiera)      | D     | Chris Cadden     |
| 13 | Ghana (bandiera)       | P     | Joe Wollacott    |
| 14 | Spagna (bandiera)      | A     | Eliezer Mayenda  |

| N. |                        | Ruolo | Calciatore          |
| -- | ---------------------- | ----- | ------------------- |
| 15 | Inghilterra (bandiera) | C     | Luke Amos           |
| 16 | Scozia (bandiera)      | D     | Lewis Stevenson     |
| 17 | Comore (bandiera)      | A     | Myziane Maolida     |
| 19 | Inghilterra (bandiera) | A     | Adam le Fondre      |
| 20 | Danimarca (bandiera)   | C     | Emiliano Marcondes  |
| 21 | Inghilterra (bandiera) | D     | Jordan Obita        |
| 23 | Galles (bandiera)      | A     | Christian Doidge    |
| 23 | Australia (bandiera)   | D     | Nectarios Triantis  |
| 29 | Portogallo (bandiera)  | A     | Jair Tavares        |
| 30 | Guyana (bandiera)      | C     | Nathan Moriah-Welsh |
| 32 | Scozia (bandiera)      | C     | Josh Campbell       |
| 33 | Belgio (bandiera)      | D     | Rocky Bushiri       |